# Romano Puppo
Romano Puppo (Trieste, 25 marzo 1933 – Trieste, 11 maggio 1994) è stato un attore e stuntman italiano.

## Biografia
Nato a Trieste, alto e dotato di un fisico atletico, Romano Puppo ha lavorato nel cinema italiano per quasi trent'anni, girando oltre 100 film come stuntman, attore e controfigura. Ha spaziato dallo spaghetti western al poliziesco - nel quale spesso interpretava la figura del killer - fino alla commedia all'italiana. In alcuni western è stato accreditato con lo pseudonimo anglofono Roman Barrett.

Romano Puppo nel film Gli uomini dal passo pesante (1965) di Mario Sequi

Oltre a interpretare dei piccoli ruoli da attore, Puppo fu anche la controfigura dell'attore statunitense Lee Van Cleef sui set di Per qualche dollaro in più e Il buono, il brutto, il cattivo, entrambi diretti da Sergio Leone. Fu buon amico degli attori Fabio Testi e Giuliano Gemma.
È morto all'età di 61 anni, nel maggio del 1994 a Trieste, in seguito a un attacco cardiaco, sopravvenuto mentre era alla guida della sua Vespa. Giuliano Gemma, presente al funerale, ebbe il compito di officiare il discorso di commiato.

## Filmografia
- Senilità, regia di Mauro Bolognini (1962)
- Gli uomini dal passo pesante, regia di Mario Sequi (1965)
- Agente 3S3 - Massacro al sole, regia di Sergio Sollima (1966)
- Il buono, il brutto, il cattivo, regia di Sergio Leone (1966)
- Le colt cantarono la morte e fu... tempo di massacro, regia di Lucio Fulci (1966)
- La resa dei conti, regia di Sergio Sollima (1966)
- I giorni della violenza, regia di Alfonso Brescia (1967)
- Da uomo a uomo, regia di Giulio Petroni (1967)
- Little Rita nel West, regia di Ferdinando Baldi (1967)
- Una colt in pugno al diavolo, regia di Sergio Bergonzelli (1967) – non accreditato
- I giorni dell'ira, regia di Tonino Valerii (1967)
- Al di là della legge, regia di Giorgio Stegani (1968)
- Un dollaro per 7 vigliacchi, regia di Giorgio Giorgio Gentili (1968) – non accreditato
- Commandos, regia di Armando Crispino (1968)
- La collina degli stivali, regia di Giuseppe Colizzi (1969)
- Sette volte sette, regia di Michele Lupo (1969)
- Cinque figli di cane, regia di Alfio Caltabiano (1969)
- Ehi amico... c'è Sabata. Hai chiuso!, regia di Gianfranco Parolini (1969)
- Ciakmull - L'uomo della vendetta, regia di E.B. Clucher (1970)
- Anda muchacho, spara!, regia di Aldo Florio (1971)
- Un uomo da rispettare, regia di Michele Lupo (1972)
- Afyon - Oppio, regia di Ferdinando Baldi (1972)
- La macchina della violenza, regia di Robert Day (1973)
- L'altra faccia del padrino, regia di Franco Prosperi (1973)
- Ming, ragazzi!, regia di Antonio Margheriti (1973)
- Los amigos, regia di Paolo Cavara (1973)
- Dio, sei proprio un padreterno!, regia di Michele Lupo (1973)
- Il bestione, regia di Sergio Corbucci (1974)
- Il cittadino si ribella, regia di Enzo G. Castellari (1974)
- Uomini duri, regia di Duccio Tessari (1974)
- Le avventure e gli amori di Scaramouche, regia di Enzo G. Castellari (1975)
- Cipolla Colt, regia di Enzo G. Castellari (1975)
- Colpo in canna, regia di Fernando Di Leo (1975) – non accreditato
- La testa del serpente, regia di José Gutiérrez Maesso (1975)
- Africa express, regia di Michele Lupo (1975)
- Il grande racket, regia di Enzo G. Castellari (1976)
- Squadra antifurto, regia di Bruno Corbucci (1976)
- Gli esecutori, regia di Maurizio Lucidi (1976)
- California, regia di Michele Lupo (1977)
- La via della droga, regia di Enzo G. Castellari (1977)
- L'avvocato della mala, regia di Alberto Marras (1977)
- Lo chiamavano Bulldozer, regia di Michele Lupo (1978) – non accreditato
- Interno di un convento, regia di Walerian Borowczyk (1978)
- Squadra antimafia, regia di Bruno Corbucci (1978)
- Amore, piombo e furore, regia di Monte Hellman (1978)
- A chi tocca, tocca...!, regia di Gianfranco Baldanello e Menahem Golan (1978)
- Il fiume del grande caimano, regia di Sergio Martino (1979)
- Il giorno del Cobra, regia di Enzo G. Castellari (1980)
- Speed Cross, regia di Stelvio Massi (1980)
- Speed Driver, regia di Stelvio Massi (1980)
- Luca il contrabbandiere, regia di Lucio Fulci (1980)
- Occhio alla penna, regia di Michele Lupo (1981)
- L'ultimo squalo, regia di Enzo G. Castellari (1981)
- La ragazza di Trieste, regia di Pasquale Festa Campanile (1982)
- Fuga dal Bronx, regia di Enzo G. Castellari (1983)
- 2019 - Dopo la caduta di New York, regia di Sergio Martino (1983)
- Dagobert, regia di Dino Risi (1984)
- Tuareg - Il guerriero del deserto, regia di Enzo G. Castellari (1984)
- Fracchia contro Dracula, regia di Neri Parenti (1985)
- Joan Lui - Ma un giorno nel paese arrivo io di lunedì, regia di Adriano Celentano (1985)
- Scuola di ladri - Parte seconda, regia di Neri Parenti (1987)
- Ghoulies II - Il principe degli scherzi, regia di Albert Band (1987)
- Cop Game - Giochi di poliziotto, regia di Bruno Mattei (1988)
- Il triangolo della paura (Der Commander), regia di Antonio Margheriti (1988)
- Nato per combattere, regia di Bruno Mattei (1989)
- Robowar - Robot da guerra, regia di Bruno Mattei (1989)
- Sinbad of the Seven Seas, regia di Enzo G. Castellari (1989)
- Ho vinto la lotteria di capodanno, regia di Neri Parenti (1989)
- After Death (Oltre la morte), regia di Claudio Fragasso (come Clyde Anderson) (1989)
- Le comiche 2, regia di Neri Parenti (1991)
- Televisione
- Il segreto del Sahara, regia di Alberto Negrin – miniserie TV, 4 episodi (1988)
- Stuntman
- Per un pugno di dollari, regia di Sergio Leone (1964)
- Il buono, il brutto, il cattivo, regia di Sergio Leone (1966)
- Da uomo a uomo, regia di Giulio Petroni (1967)
- Il grande racket, regia di Enzo G. Castellari (1976)
- L'orca assassina, regia di Michael Anderson (1977) – coordinatore stuntman

## Doppiatori italiani
- Luciano De Ambrosis in Il fiume del grande caimano, 2019 - Dopo la caduta di New York
- Manlio De Angelis in Ciakmull - L'uomo della vendetta, Gli uomini dal passo pesante
- Gianni Marzocchi in La resa dei conti
- Walter Maestosi in Da uomo a uomo
- Rino Bolognesi in Al di là della legge
- Massimo Foschi in La collina degli stivali
- Giancarlo Maestri in Los amigos
- Michele Gammino in Cipolla Colt
- Gino Donato in Il grande racket
- Arturo Dominici in Gli esecutori
- Carlo Alighiero in California
- Paolo Poiret in L'ultimo squalo
- Sergio Di Stefano in Robowar - Robot da guerra
- Alessandro Rossi in Nato per combattere
- Jacques Stany in Ho vinto la lotteria di capodanno